# Scatophila mesogramma
Scatophila mesogramma – gatunek muchówki z rodziny wodarkowatych i podrodziny Ephydrinae.
Gatunek ten opisany został w 1862 roku przez F. Hermanna Loewa jako Scatella mesogramma.
Muchówka o ciele długości około 1,25 mm. Głowę ma z jedną parą szczecinek orbitalnych, niewklęsłą twarzą bez skierowanych na zewnątrz szczecinek po bokach, bez kolca na dolnej krawędzi i o oczach złożonych dwukrotnie wyższych niż policzki. Tułów charakteryzuje brak jasnych wzorów na śródpleczu. Użyłkowanie skrzydła cechuje żyłka kostalna dochodząca tylko do żyłki radialnej R4+5. Ubarwienie przezmianek jest żółte. Odnóża są w całości czarne.
Owad znany z Wielkiej Brytanii, Belgii, Niemiec, Danii, Szwecji, Polski i nearktycznej Ameryki Północnej.